# Knüllfeld
Das Knüllfeld ist ein 678 Meter hoch gelegenes Hochplateau im Thüringer Wald zwischen den Bergen Großer Hermannsberg (867 m) und Dicker Berg (679,3 m), auf dem sich ein gleichnamiges Waldgasthaus befindet. Hier ist auch der Schnitt- oder Startpunkt verschiedener Wanderwege.
Nahe liegende Orte sind Unterschönau, Oberschönau, Steinbach-Hallenberg und Bermbach.

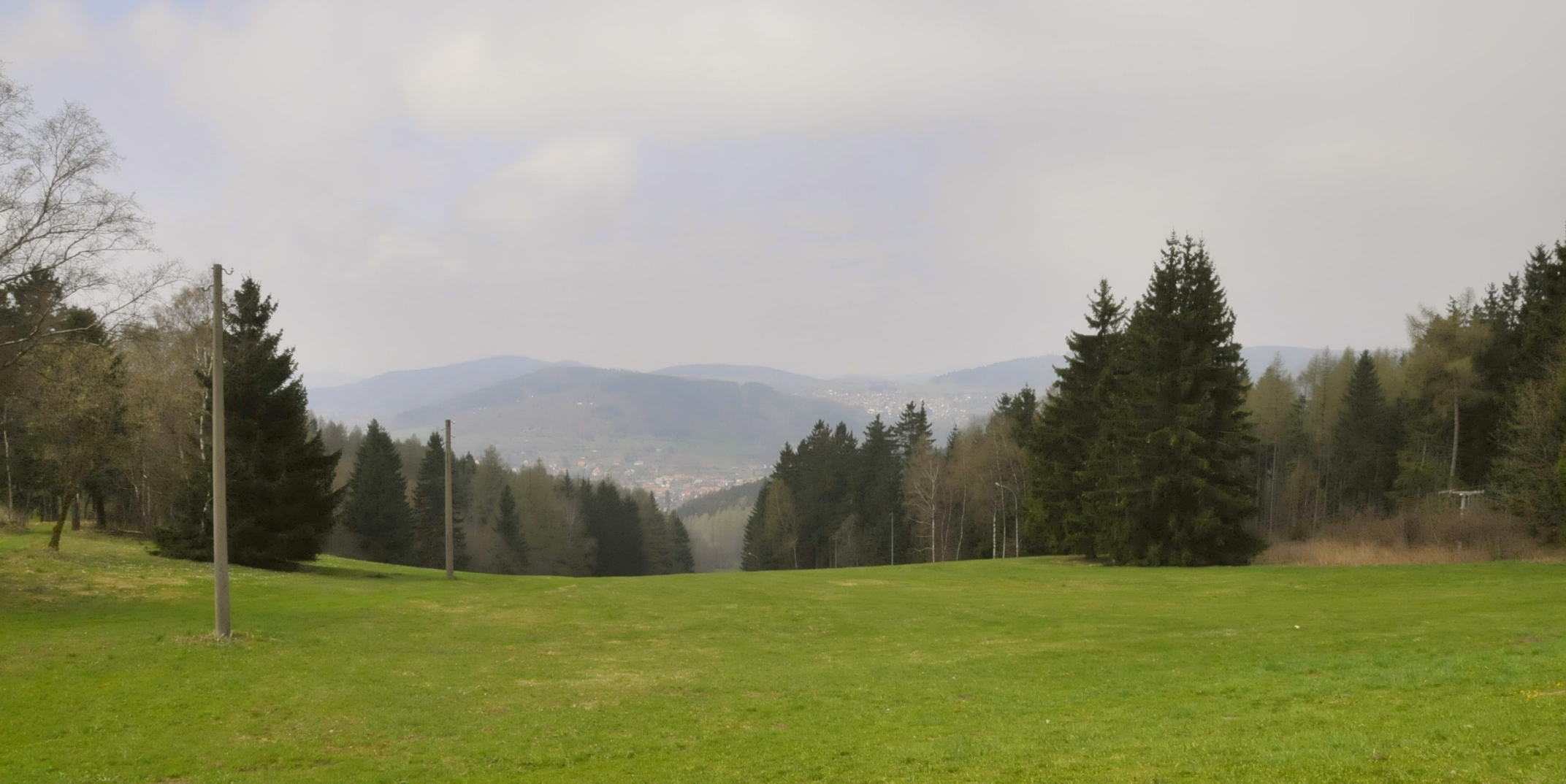
Blick vom Knüllfeld nach Steinbach-Hallenberg
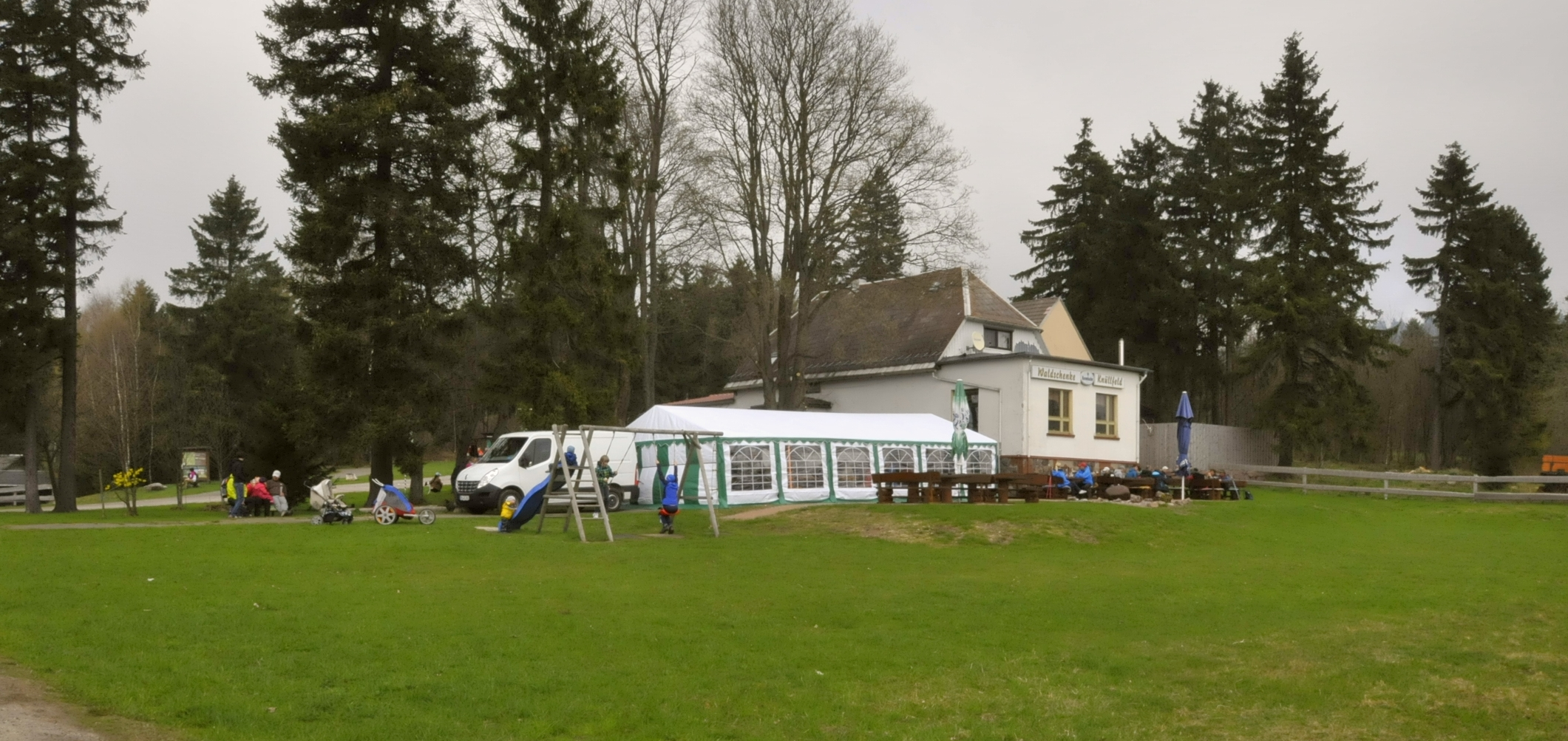
Waldschenke Knüllfeld